# Marguerite Zorach

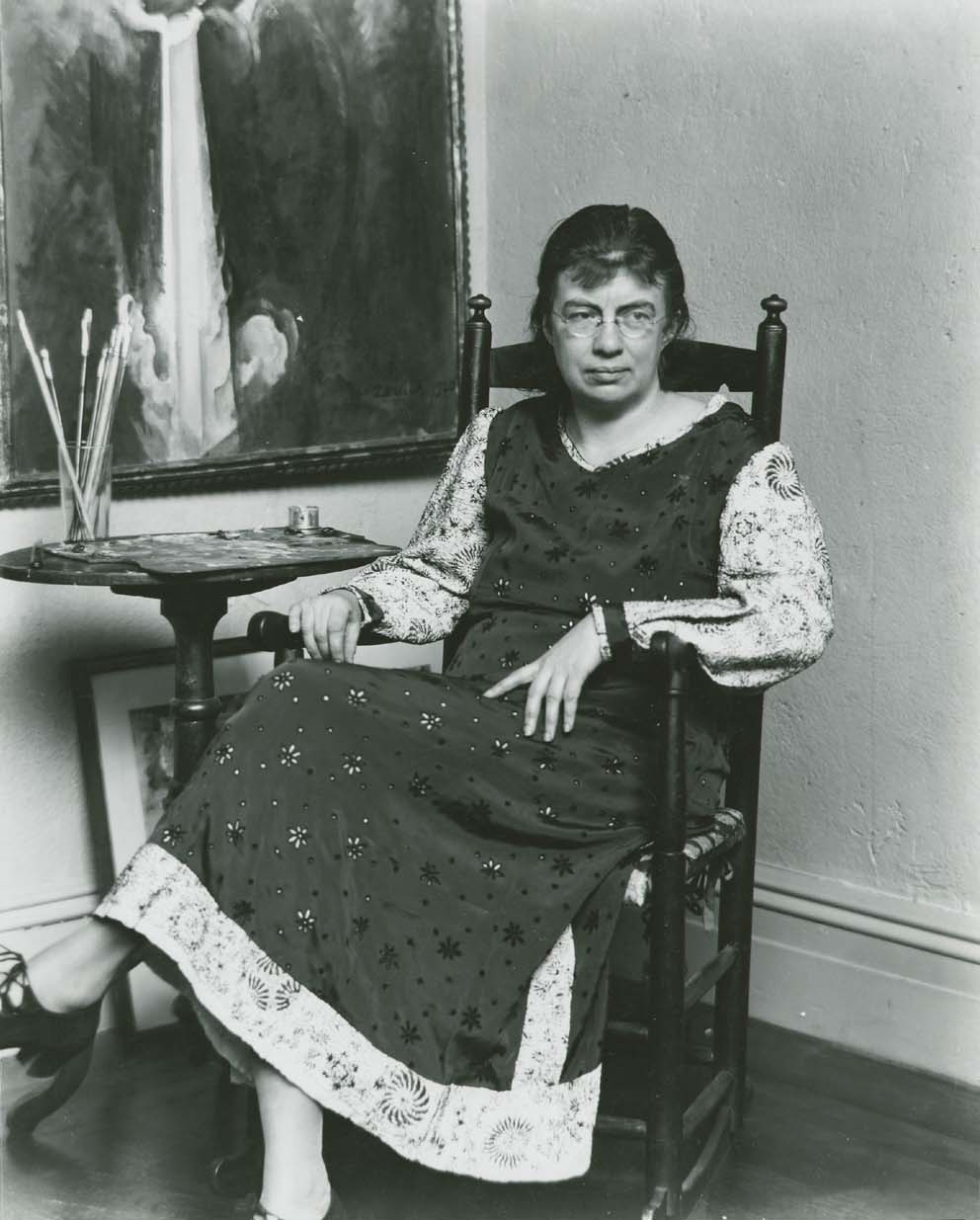
Marguerite Zorach in ihrem Atelier

Marguerite Zorach (* 25. September 1887 in Santa Rosa (Kalifornien) als Marguerite Thompson; † 27. Juni 1968 in New York City) war eine US-amerikanische Malerin, Textilkünstlerin und Grafikdesignerin.

## Leben

### Kindheit und Jugend
Marguerite Thompson wurde 1887:14 in Kalifornien geboren. Der Vater, ein Rechtsanwalt, und die Mutter stammten von Seefahrern aus Neuengland und Quäkern aus Pennsylvania ab. Noch in jungen Jahren zog die Familie nach Fresno. Sie begann schon sehr früh zu zeichnen. Die Eltern förderten ihr Talent und ermöglichten ihr eine künstlerische Ausbildung an der Fresno High School.
Marguerite Thompson gehörte zu einer kleinen Gruppe von Frauen, die 1908 an der Stanford University zugelassen wurden.:58

### Paris und weitere Reisen
Während ihres Studiums in Stanford arbeitete Thompson weiterhin künstlerisch und reiste auf Einladung ihrer Tante, Harriet Adelaide Harris, nach Frankreich, anstatt ihr Studium abzuschließen. Marguerite besuchte schon am Tag ihrer Ankunft in Paris den Salon d’Automne. Hier sah sie viele Werke der Fauvisten Henri Matisse und André Derain, deren Werk durch ihre willkürliche Farbgebung und ihre spontane, instinktive Pinselführung geprägt ist. Thompsons Begegnung mit dem Fauvismus hatte einen starken Einfluss auf ihr Werk. Ihre Tante wollte, dass Thompson die École des Beaux-Arts besuchte, aber Thompson wurde abgewiesen. Harris versuchte daraufhin, Thompson an der Académie de la Grande Chaumière bei dem Maler Francis Auburtin studieren zu lassen. Thompson hatte aber kein Interesse an der streng akademischen Ausbildung und entschied sich stattdessen für die postimpressionistische Académie de La Palette, wo sie bei John Duncan Fergusson und Jacques-Emile Blanche studierte. Die Akademie ermutigte sie, ihren eigenen Interessen nachzugehen und in einem ganz eigenen Stil zu malen. Sie stellt 1910 auf der Société des Artistes Indépendants und 1911 auf dem Salon d’Automne aus.
Während ihres Aufenthalts in Paris knüpfte sie durch die Beziehungen ihrer Tante Kontakte zu Pablo Picasso, Gertrude Stein, Henri Rousseau und Henri Matisse.
Nach Paris unternahm sie 1911/12 zusammen mit ihrer Tante eine ausgedehnte Weltreise und besuchte Jerusalem, Ägypten, Indien, Birma, China, Hongkong, Japan und Hawaii. Beeindruckt von den fremden Orten, die sie gesehen hatte, und begierig darauf, über ihre Erlebnisse zu schreiben, schickte sie Artikel an die Zeitung ihrer Kindheit, den Fresno Morning Republican. Diese Reise hatte auch große Auswirkungen auf ihre Kunst, die sie dazu veranlasste, noch abstrakter zu malen als in der Vergangenheit. Außerdem begann sie, farbenfrohe fauvistische Landschaften mit dicken schwarzen Konturen zu malen. Die Reise endete mit der Rückkehr nach Kalifornien im Jahr 1912.

### Rückkehr in die USA und Heirat

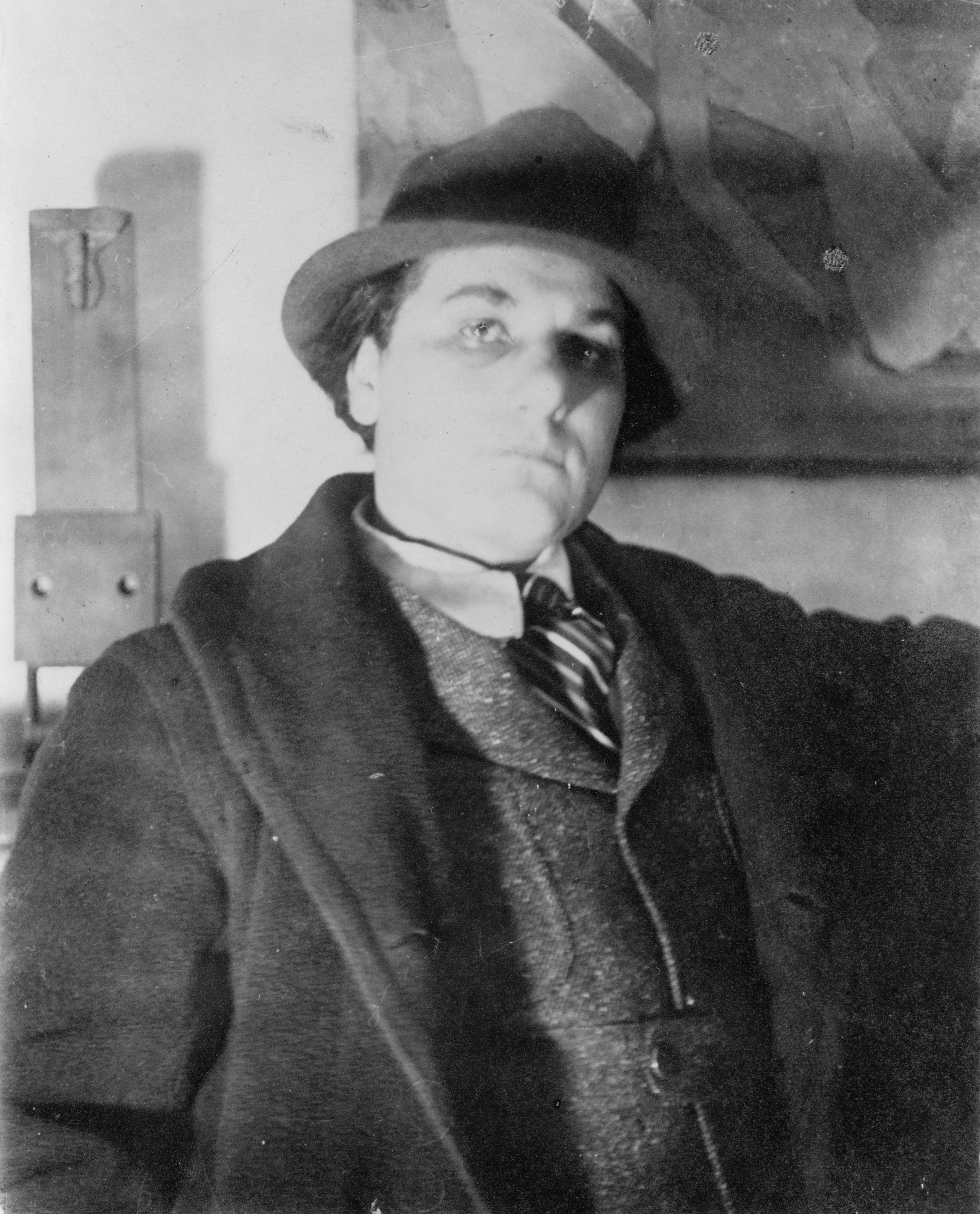
Marguerite Zorachs Mann William (um 1917)

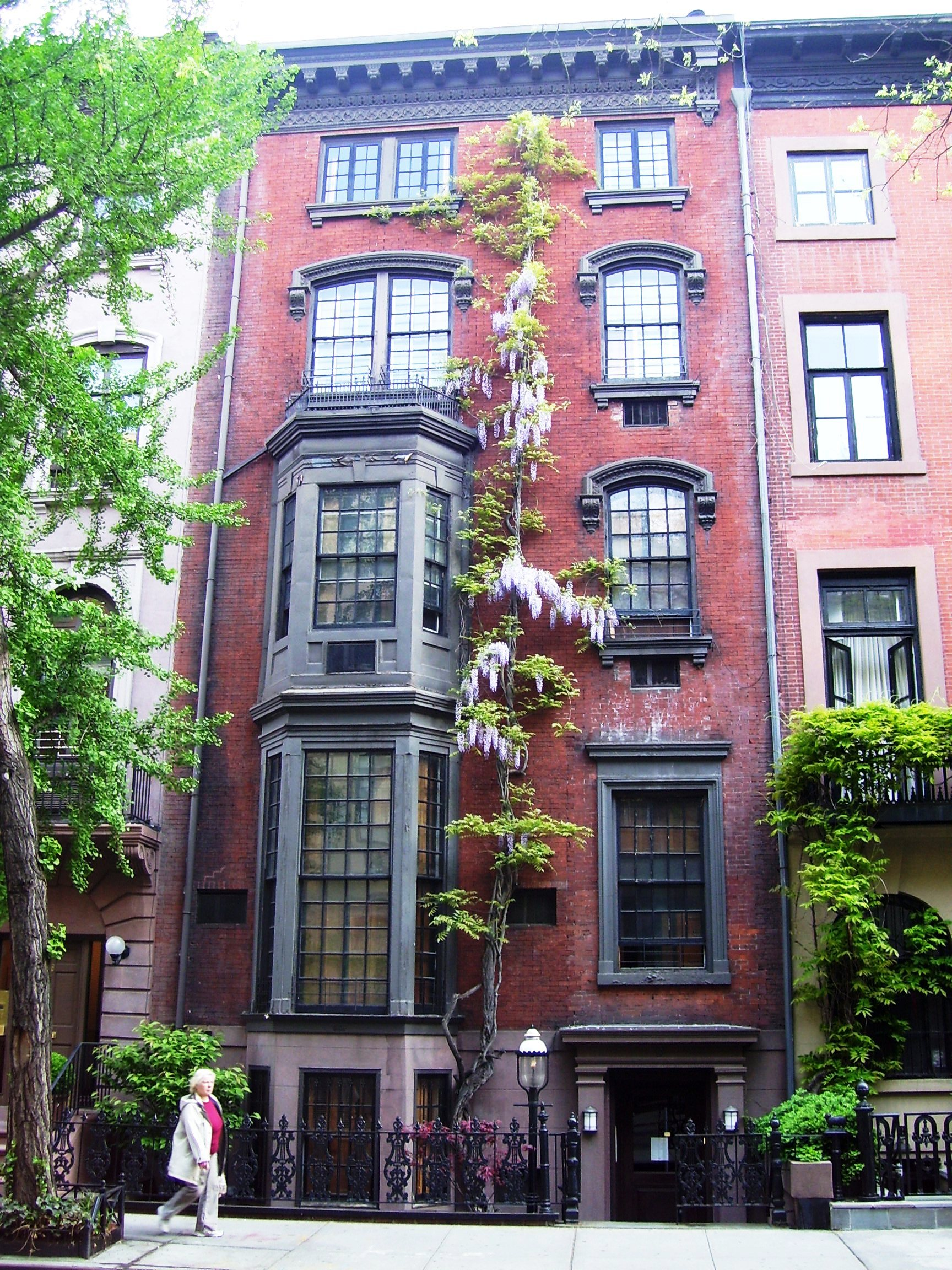
Die Zorachs lebten in der 17 West 9th Street in New York City

Nach Thompsons Rückkehr nach Fresno verbrachte sie den Sommer in den Bergen nordöstlich der Stadt um den Big Creek und den Shaver Lake. Die Berge der unteren Sierra Nevada gefielen ihr wegen ihrer Weite und natürlichen Schönheit und fanden Niederschlag in ihrem Werk. Die Missbilligung ihrer Eltern gegenüber ihren künstlerischen Bestrebungen beendete schließlich ihre Zeit dort. Trotzdem stellte sie in Fresno und Los Angeles aus. Bald zog sie nach New York City und heiratete am 24. Dezember 1912 den Künstler William Zorach, den sie in Paris an der Akademie kennengelernt hatte. Das Paar begann bald, künstlerisch zusammenzuarbeiten. Beide beteiligten sich mit ihren Werken an der Armory Show 1913. Zu dieser Zeit begannen William und Marguerite Zorach auch, mit anderen Kunstformen wie der Poesie zu experimentieren.
Marguerite brachte 1915 einen Sohn, Tessim Zorach, und 1917 eine Tochter, Dahlov Zorach, zur Welt. Die Familie ließ sich im New Yorker Stadtteil  Greenwich Village nieder und nannten ihr Haus liebevoll das „postimpressionistische Atelier“. Es wurde zu einem Künstlertreffpunkt, der an die kleinen Salons in Paris erinnerte, in denen Künstler zusammenarbeiteten und Ideen austauschten. Auf Marguerites Drängen hin verbrachte die Familie die Sommer auf dem Lande in Neuengland. Im Jahr 1922 besuchten sie Gaston Lachaise in Georgetown (Maine) und kauften später ein Haus, das heute als Riggs-Zorach House ein historisches Kulturdenkmal ist. Sie waren befreundet mit Marsden Hartley, F. Holland Day, Gertrude Käsebier, und Paul Strand.

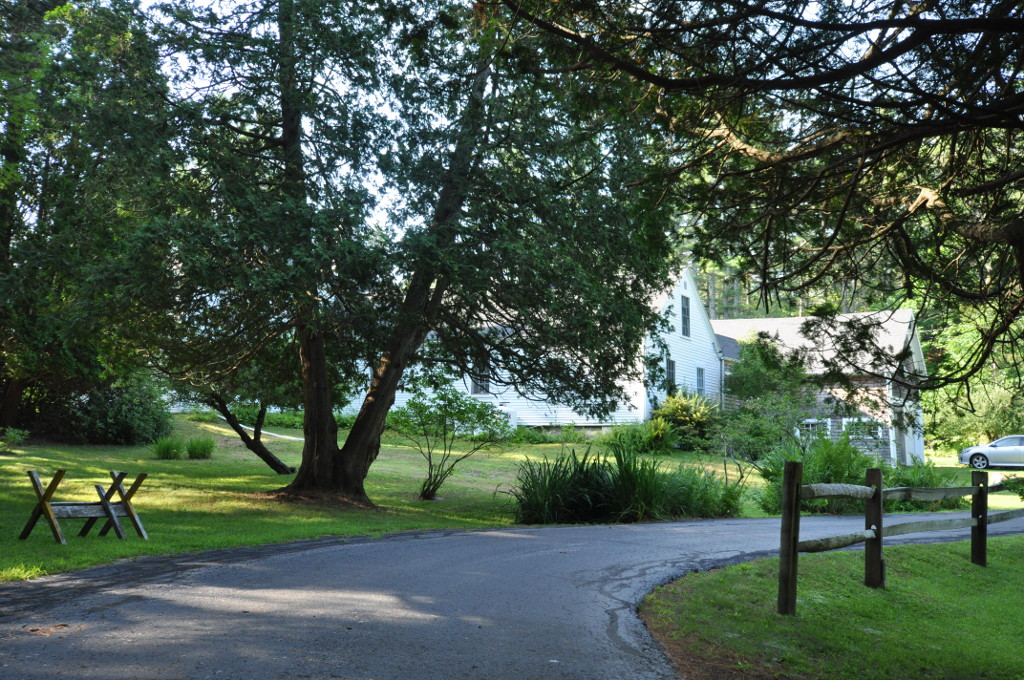
Ab 1922 lebten die Zorachs in Georgetown (Maine)

Mitte der 1920er Jahre war Marguerite Zorach Präsidentin der New York Society of Women Artists.

### Aufenthalt im Yosemite-Nationalpark
Im Jahr 1920 verbrachten die Zorachs den Sommer im Yosemite Valley. Das Paar wanderte viel mit den Kindern, skizzierte und malte den Nationalpark im fauvistischen Stil. Die Reise bewegte die beiden so sehr, dass die Themen dieser Reise noch in vielen ihrer späteren Werke auftauchte, darunter Marguerites Werke Memories of my California Childhood (1921) und Nevada Falls, Yosemite Valley, California (1920).

### Textilkunst
Nach der Geburt ihrer Tochter fand Marguerite, dass die Arbeit mit Textilien es ihr ermöglichen würde, sich mehr um ihre Kinder zu kümmern. Obwohl William und Marguerite mit Textilkunst experimentierten, war Marguerite in diesem Bereich wesentlich produktiver. Sie schuf hauptsächlich Stickereien oder Batik, die stilistisch ihren fauvistischen Gemälden ähnelten. Ihre Stickereien wurden erstmals 1918 in New York ausgestellt und fanden großen Anklang. Die Verwendung von Textilien als Medium folgte den modernistischen Mustern der Jahrhundertwende, als die neue Kunst immer weniger erzählerisch war. Zorach durchbrach mit ihrer Arbeit die Grenzen zwischen Kunsthandwerk und bildender Kunst.
Ihre Werke waren beim Publikum beliebt, wurden von der Kritik aber gemischt aufgenommen, weil die Textilkunst damals keinen großen Stellenwert besaß. Heute wird sie für ihre feministischen Themen und ihren innovativen Stil gefeiert. Zorachs erste Ausstellung fand in der Galerie von Charles David in New York statt. Oft war es der Verkauf von Marguerites Textilien, der die Familie in den 1930er Jahren vor der Armut bewahrte. Zorach hatte auch große Freude daran, Kleider für ihren Mann und ihre Kinder zu nähen, auch wenn diese nicht immer dem konventionellen Stil der Zeit entsprachen.

### Späte Jahre
Marguerite Zorach war bis an ihr Lebensende eine produktive Künstlerin. In späteren Jahren arbeitete sie für die Works Progress Administration (WPA) während der Great Depression. Ihr 1938 in Öl auf Leinwand ausgeführtes Wandgemälde in der Lobby des Postamts in Peterborough (New Hampshire) mit dem Titel New England Post in Winter zeigt ihr Talent. Im Jahr 1940 vollendete sie das Wandgemälde Autumn für die WPA im Postamt in Ripley (Tennessee). Im Postamt von Monticello (Indiana) befindet sich ihr Wandgemälde Hay Making aus dem Jahr 1942, das sie ebenfalls für die WPA schuf. Marguerite lehrte auch an der Columbia University.
Später im Leben litt sie an Makuladegeneration in ihren Augen. Dies schränkte ihre Fähigkeit, Textilien herzustellen, stark ein, sie konnte jedoch weiter malen.
Marguerite Zorach starb 1968 in New York.

## Nachlass
Obwohl Zorach eine beeindruckende und produktive Künstlerin war, erhielt sie erst nach ihrem Tod die gleiche Anerkennung wie ihr Mann. Sie war eine talentierte Malerin, die den künstlerischen Modernismus in den Vereinigten Staaten vorantrieb. Viele Kunsthistoriker betrachten sie als die „erste Künstlerin Kaliforniens“.
Das Smithsonian American Art Museum besitzt mehr als 200 Werke von Marguerite Zorach in seiner Sammlung. Das Metropolitan Museum of Art besitzt mehrere Gemälde und Aquarelle der Künstlerin.

## Ehrungen und Auszeichnungen
Zorach gewann 1920 die Logan Medal of the Arts. Das Bates College verlieh ihr 1967 einen Ehrendoktortitel.